# Dina Masłowa
Dina Masłowa (ros. Дина Маслова; ur. 23 września 1984 we Frunze) – kirgiska dziennikarka, naczelna redaktorka wersji internetowej gazety Wieczernij Biszkiek, wnuczka pisarza Muchtara Borbugułowa.

## Życiorys
Do pierwszej klasy szkoły średnej nosiła nazwisko Borbugułowa. Po maturze rozpoczęła studia na Słowiańskim Uniwersytecie Kirgisko-Rosyjskim, gdzie studiowała dziennikarstwo międzynarodowe i otrzymała dyplom w 2006 roku. W tymże roku rozpoczęła pracę jako korespondent gazety „Wieczernij Biszkiek”, gdzie w styczniu 2008 została korespondentem specjalnym, w następnym roku dostała stanowisko sprawozdawczyni prasowej, a od jesieni 2011 stoi na czele redakcji internetowej. W latach 2009–2010 była zatrudniona jako pracowniczka sekretariatu prezydenta Kurmanbeka Bakijewa i straciła stanowisko po antyrządowych zamieszkach.  Co rok Dina Masłowa prowadzi w Biszkeku festiwal międzynarodowy Red Jolbors Fest, poświęcony reklamie. Dina Masłowa posiada osobistego ochroniarza, którego wynajęła wskutek licznych pogróżek, związanych z jej działalnością zawodową. Np. artykuł Diny Masłowej o nietolerancji w stosunku do osób, którzy nie znają kirgiskiego (sama Masłowa go nie zna), wzbudził niezadowolenie niektórych przedstawicieli władzy i Azimżan Ibraimow (ros. Азимжан Ибраимов), piastujący wówczas stanowisko głowy Komisji Narodowej ds. rozwoju języka państwowego, chciał wydalić dziennikarkę z kraju.